# Historia del esperanto
El idioma auxiliar internacional esperanto fue desarrollado durante las décadas de 1870 y 1880 por L. L. Zamenhof y fue publicado por primera vez en 1887. La cifra de hablantes ha ido creciendo gradualmente con el tiempo, aunque no ha habido mucho apoyo por parte de gobiernos,  ni organismos internacionales.[cita requerida]

## Desarrollo del idioma antes de su publicación
Protoesperanto (o Praesperanto en esperanto) es el término actual para definir cualquiera de las anteriores etapas de desarrollo del idioma construido por Zamenhof previas a la publicación del Unua Libro en 1887. 
Siendo niño, Zamenhof tuvo la idea de crear un idioma auxiliar para la comunicación internacional. Originalmente quiso revivir algunos de los aspectos del latín o del griego antiguo, creando versiones simplificadas, pero con el pasar de los años se dio cuenta de que sería necesario crear un idioma nuevo para ese propósito. Durante su adolescencia trabajó en un proyecto hasta que creyó que estaba listo para su publicación. El 17 de diciembre de 1878 (casi un año antes de la publicación del volapük) Zamenhof celebró su cumpleaños y el nacimiento del idioma junto con unos amigos, a los que les gustó el proyecto. En ese momento bautizó el idioma como Lingwe Uniwersala ("Lengua Universal").

## Sucesión de hechos relacionados con el esperanto
- 1859: Nace Lazar Zamenhof, creador del Esperanto, en Białystok, Rusia (en la actualidad Polonia).
- 1873: La familia Zamenhof se muda a Varsovia.
- 1878: Zamenhof celebra la terminación de su proyecto de un idioma universal, Lingwe Uniwersala, con amigos del colegio secundario.
- 1879: Zamenhof concurre a la facultad de medicina de Moscú. Su padre quema su proyecto del idioma mientras Zamenhof se encuentra lejos. Mientras Schleyer publica un esquema del Volapük, el primer idioma internacional auxiliar diseñado que desarrolla un grupo de hablantes. Muchos de los clubes de Volapük posteriormente se cambian al esperanto.
- 1881: Zamenhof regresa a Varsovia para continuar la escuela de medicina, y comienza a recrear su proyecto.
- 1887: Zamenhof se casa, y junto con su esposa publica Unua Libro, libro que presenta el Esperanto moderno.
- 1888: León Tolstoy es uno de sus primeros propulsores.
- 1894: Zamenhof, reaccionando frente a presiones recibidas, somete una reforma radical a votación, pero la misma es rechazada por amplia mayoría.
- 1901: Zamenhof publica sus ideas sobre una religión universal, basada en la filosofía de Hilel el Viejo.
- 1905: se lleva a cabo en Boulogne-sur-Mer, el primer Universala Kongreso (Congreso Mundial), participan 688 personas y el mismo se lleva a cabo totalmente en idioma esperanto. Se publica el Fundamento de Esperanto.
- 1907: doce miembros del parlamento británico nominan a Zamenhof al Premio Nobel de la Paz. Se funda en Londres el Ĉekbanko Esperantista (Banko de Cheque Esperantista), usando el spesmilo, una moneda auxiliar de esperanto basada en el patrón oro. Un comité organizado por Louis Couturat en París propone el proyecto de reforma ido, que le otorga una relevancia importante al esperanto hasta la Primera Guerra Mundial.
- 1908: la Universala Esperanto-Asocio, la Asociación Mundial de Esperanto, es fundada por Hector Hodler, un esperantista suizo de 19 años de edad.
- 1909: se funda en Barcelona la Asociación Internacional de Trabajadores del Ferrocarril Esperantistas.
- 1910: 42 miembros del parlamento francés nominan a Zamenhof para el Premio Nobel de la Paz.
- 1917: Zamenhof muere durante la Primera Guerra Mundial.
- 1910s: se enseña el esperanto en las escuelas públicas de la República de China, Samos, y Macedonia. (Al 2010 aún es parte del currículum en China, Hungría, y Bulgaria.)
- 1920: se comienza a publicar en Checoslovaquia, Aŭroro, la primera revista en esperanto para no videntes. La misma se continúa publicando hasta la actualidad.
- 1921: la Academia Francesa de Ciencias recomienda utilizar el esperanto para comunicaciones científicas internacionales.
- 1922: se prohíbe el esperanto en las escuelas francesas. El delegado francés en la Liga de las Naciones veta el uso del esperanto como su lengua de trabajo, conservando el inglés y el francés.
- 1924: las Liga de las Naciones recomienda a sus estados miembros implementar el esperanto como un idioma auxiliar.
- 1920s: las oficinas del Ministerio de Educación de Brasil utilizan el Esperanto para su correspondencia internacional. Lu Xun, fundador de la literatura china moderna, apoya el Esperanto. Montagu Butler es la primera persona en educar y criar niños hablantes de esperanto.
- 1933/34: reorganización del movimiento internacional (neutral) de esperanto, con la denominación de UEA.
- 1934: la Enciclopedia de Esperanto se publica por primera vez en Budapest.
- 1935: Kalocsay y Waringhien publican la importante Plena Gramatiko de Esperanto (Gramática Completa del Esperanto).
- 1936: las organizaciones de esperanto son prohibidas por la Alemania Nazi.
- 1937: son arrestados los líderes de la organización de esperanto en la Unión Soviética, se torna imposible realizar actividades relacionadas con el idioma.
- 1938: se funda la Organización Mundial Juvenil de Esperanto TEJO.
- 1939-1945: durante la Segunda Guerra Mundial numerosos países son ocupados por Alemania y la Unión Soviética, en los cuales las organizaciones de esperanto fueron a menudo prohibidas o las actividades del esperanto se limitaron de varias otras maneras.
- 1946: se publica en París la revista Senŝtatano, órgano de la Asociación Internacional de Jóvenes Anarquistas, bajo la redacción de Eduardo Vivancos.[1]
- 1948: la asociación de trabajadores de los ferrocarriles es refundada con la denominación IFEF, la Internacia Fervojista Esperanto-Federacio (Federación Internacional de Esperanto de trabajadores de los Ferrocarriles) para promover el uso del esperanto en la administración de los ferrocarriles en el mundo.
- 1954: la UNESCO establece relaciones a nivel consultivo con la Asociación Universal de Esperanto.
- 1966: se lanza en Argentina el Pasporta Servo. Pasporta Servo es una red global de hablantes de esperanto que aloja esperantistas que viajan por distintos países.
- 1967: István Nemere funda la Renkontiĝo de Esperanto-Familioj, la primera organización de familias hablantes de esperanto.
- 1975: el movimiento del esperanto llega a Irán, unas tres mil personas aprenden el idioma en Teherán.
- 1980: el Internacia Junulara Kongreso (Congreso Internacional de la Juventud) en Rauma, Finlandia hace explícita la posición de muchos miembros del movimiento del esperanto de que el esperanto es un fin en sí mismo.
- 1985: UNESCO promueve que los Estados miembros de la Naciones Unidas agreguen el esperanto en su curriculum escolar.
- 1987: 6000 esperantistas concurren al 72.º Universala Kongreso en Varsovia para conmemorar el centenario del esperanto.
- 1991: se realiza la primera Conferencia Panafricana de Esperanto en Lomé, Togo.
- 1992: PEN International acepta una sección de esperanto.
- 1999: el poeta esperantista William Auld es nominado al Premio Nobel de Literatura.
- 2001: se lanza el proyecto Vikipedio (Wikipedia en esperanto), en lo que es la primera enciclopedia general escrita en una lengua planificada. En la actualidad es uno de los sitios web más populares en Esperanto.
- 2004: el partido Europa-Democracia-Esperanto (E°D°E°) participa en las Elecciones Parlamentarias Europeas en Francia, con una plataforma que se basa en elevar el esperanto al estatus de segundo idioma en todos los estados miembros de la Unión Europea. El partido consigue 0.15% de los votos.
- 2007: el Estado de Israel emite una estampilla para conmemorar los 120 años del esperanto (1887–2007). La misma presenta una imagen de Zamenhof sobre un texto que describe su vida, reproducida del artículo en Wikipedia sobre el Esperanto.
- 2009: el Senado de Brasil presenta un proyecto de ley que haría que el esperanto fuera un idioma opcional del currículum de las escuelas estatales. Al año 2010 el proyecto todavía no ha sido aprobado por la Cámara de Diputados.[2][3][4]
- 2012: El Traductor de Google incorpora el esperanto a su lista de lenguas traducidas en el 125 aniversario de la creación del idioma.